# 鹿島政幹
鹿島 政幹（かしま まさもと）は、平安時代末期から鎌倉時代初期にかけての武士・御家人。

## 略歴
鹿島成幹の三男として誕生。
父の没後、遺領は六人の息子に分割されたが、父と同じ「鹿島」の名乗りを名乗った政幹は嫡子として扱われ、父が就いていたとみられる鹿島神宮の神郡・鹿島郡の郡司の地位を継いでていたとみられている。
治承・寿永の乱（源平合戦）において政幹は当初は他の常陸平氏と同様に平家方であったとみられるものの、金砂城の戦い前後の早い時期に源頼朝側に転じ、養和元年3月12日（1181年4月27日）に頼朝より鹿島社惣追捕使に任じられた（『吾妻鏡』）。鹿島社惣追捕使は後世には鹿島社惣大行事とも称され、鹿島神宮の神領の検断を任される職である。鹿島郡を巡っては政幹の従兄弟で行方郡を支配する鹿島社惣検校・行方景幹や周辺地域の有力者である志田義広・上総広常と競合関係にあり、反頼朝の態度を示していた志田義広や行方景幹らと対抗するために頼朝との関係を持ったと考えられている。また、政幹の子である宗幹・弘幹兄弟は他の板東平氏と共に家来を率いて頼朝軍に参加して、屋島の戦いで戦死したとされる他、政幹の弟にあたる林頼幹も頼朝に重用され、建久元年（1190年）の源頼朝の上洛には政幹と共に供奉している。
その後、建保4年（1216年）に鹿島神宮の大禰宜職を巡る訴訟が摂関家に持ち込まれた際に、鹿島郡の地頭と守護人から書状で証言が出されているが、これは鹿島政幹と小田知重（常陸守護）であると考えられ、承久の乱後に摂関の地位に就いた近衛家実の時代にも同様の訴訟で「地頭政幹」が同様の書状と出したことが知られているため、少なくても承久の乱の頃までは健在であったとみられる。